# Andrey Santos
Andrey Nascimento dos Santos (sinh ngày 3 tháng 5 năm 2004) là một cầu thủ bóng đá chuyên nghiệp người Brasil hiện đang thi đấu tại Premier League cho câu lạc bộ Chelsea và đội tuyển quốc gia Brasil. Vị trí sở trường của anh là tiền vệ trung tâm.

## Thống kê sự nghiệp

### Câu lạc bộ
Tính đến 8 tháng 7 năm 2025
| Câu lạc bộ               | Mùa giải            | Giải đấu            | Giải đấu | Giải đấu | Cúp quốc gia | Cúp quốc gia | Cúp liên đoàn | Cúp liên đoàn | Cúp châu lục | Cúp châu lục | Khác | Khác | Tổng | Tổng |
| Câu lạc bộ               | Mùa giải            | Hạng đấu            | Trận     | Bàn      | Trận         | Bàn          | Trận          | Bàn           | Trận         | Bàn          | Trận | Bàn  | Trận | Bàn  |
| ------------------------ | ------------------- | ------------------- | -------- | -------- | ------------ | ------------ | ------------- | ------------- | ------------ | ------------ | ---- | ---- | ---- | ---- |
| Vasco da Gama            | 2021                | Série B             | 1        | 0        | 0            | 0            | —             | —             | —            | —            | 1    | 0    | 2    | 0    |
| Vasco da Gama            | 2022                | Série B             | 33       | 8        | 1            | 0            | —             | —             | —            | —            | 2    | 0    | 36   | 8    |
| Vasco da Gama            | 2023                | Série A             | 6        | 1        | 1            | 0            | —             | —             | —            | —            | 4    | 0    | 11   | 1    |
| Vasco da Gama            | Tổng cộng           | Tổng cộng           | 40       | 9        | 2            | 0            | —             | —             | —            | —            | 7    | 0    | 49   | 9    |
| Nottingham Forest (mượn) | 2023–24             | Premier League      | 1        | 0        | —            | —            | 1             | 0             | —            | —            | —    | —    | 2    | 0    |
| Strasbourg (mượn)        | 2023–24             | Ligue 1             | 11       | 1        | 0            | 0            | —             | —             | —            | —            | —    | —    | 11   | 1    |
| Strasbourg (mượn)        | 2024–25             | Ligue 1             | 32       | 10       | 2            | 1            | —             | —             | —            | —            | —    | —    | 34   | 11   |
| Strasbourg (mượn)        | Tổng cộng           | Tổng cộng           | 43       | 11       | 2            | 1            | —             | —             | —            | —            | —    | —    | 45   | 12   |
| Chelsea                  | 2024–25             | Premier League      | —        | —        | —            | —            | —             | —             | —            | —            | 3    | 0    | 3    | 0    |
| Chelsea                  | 2025–26             | Premier League      | 0        | 0        | 0            | 0            | 0             | 0             | 0            | 0            | —    | —    | 0    | 0    |
| Chelsea                  | Tổng cộng           | Tổng cộng           | 0        | 0        | 0            | 0            | 0             | 0             | 0            | 0            | 3    | 0    | 3    | 0    |
| Tổng cộng sự nghiệp      | Tổng cộng sự nghiệp | Tổng cộng sự nghiệp | 84       | 20       | 4            | 1            | 1             | 0             | 0            | 0            | 10   | 0    | 99   | 21   |

1. ↑  Bao gồm Copa do Brasil, FA Cup, Coupe de France
2. ↑  Bao gồm EFL Cup
3. 1 2 3  Số lần ra sân tại Campeonato Carioca
4. ↑  mùa giải theo dạng cho mượn từ Chelsea
5. ↑  Số lần ra sân tại FIFA Club World Cup

## Danh hiệu
Chelsea
- FIFA Club World Cup: 2025[3]